# Bill de Blasio

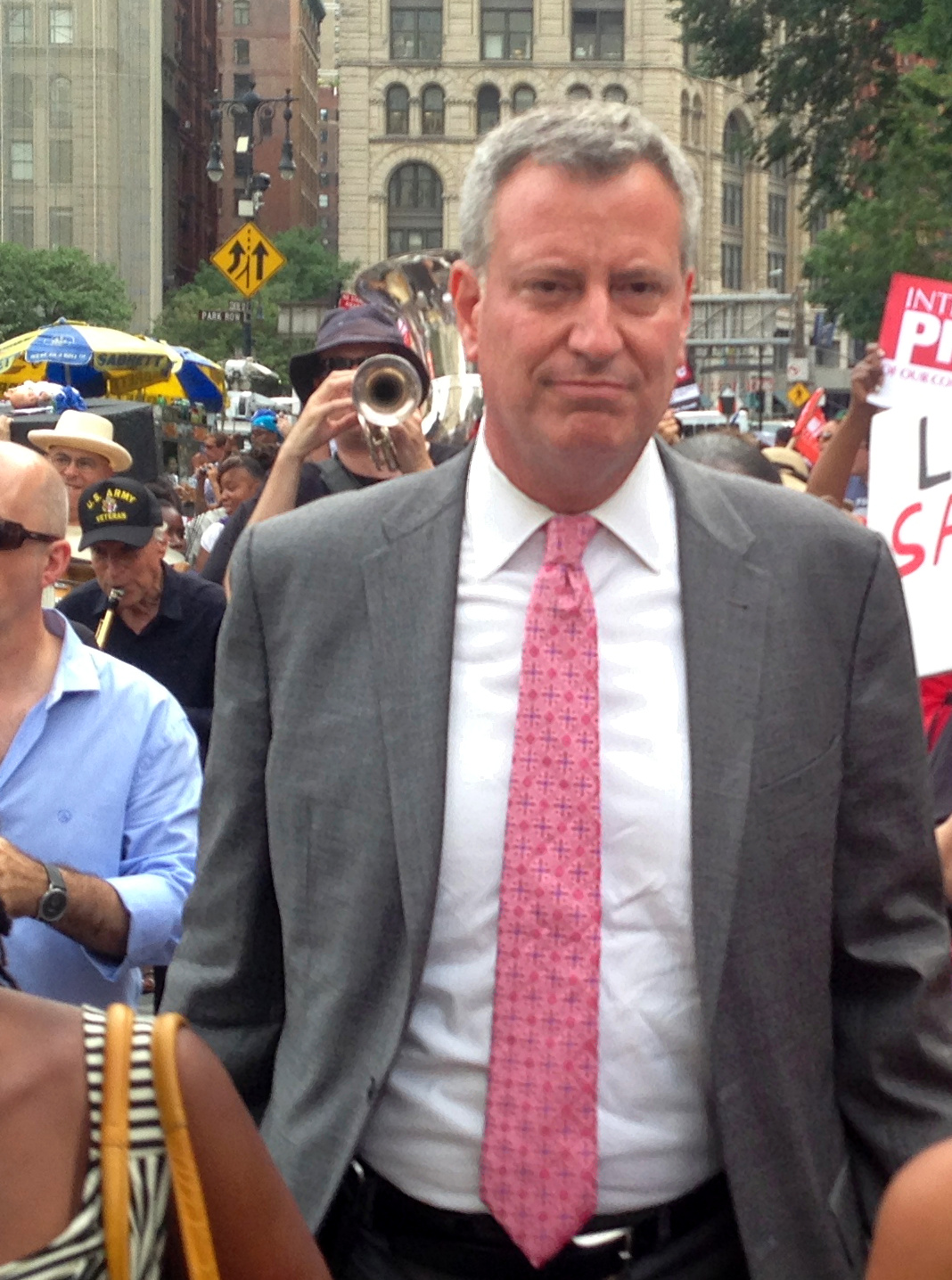
Bill de Blasio (2013)

Bill de Blasio (* 8. Mai 1961 als Warren Wilhelm, Jr. in New York City, New York) ist ein US-amerikanischer Politiker und ehemaliger Bürgermeister von New York. Er ist Mitglied der Demokratischen Partei und gilt als Vertreter des linken Flügels. Er war von 2014 bis 2021 Bürgermeister von New York City. Zuvor war er Mitglied im Stadtrat von New York und vom 1. Januar 2010 bis zum 31. Dezember 2013 Public Advocate, so etwas wie der Ombudsmann der Stadt.
Bei der Bürgermeisterwahl am 5. November 2013 setzte sich de Blasio in einem als erdrutschartig beschriebenen Sieg mit über 73 % der Stimmen gegen den Republikaner Joe Lhota durch. Er löste am 1. Januar 2014 den zuletzt parteilosen Michael Bloomberg ab, der nach zwölf Amtsjahren nicht mehr kandidieren durfte. 2017 wurde er wiedergewählt.
Vom 16. Mai 2019 bis zum 20. September 2019 kandidierte er für die Präsidentschaftswahl 2020.

## Leben

### Kindheit und Jugend
De Blasio wurde 1961 als Warren Wilhelm, Jr. im New Yorker Stadtbezirk Manhattan als Sohn von Maria (geborene de Blasio) und Warren Wilhelm geboren. Sein Vater hatte deutsche Vorfahren, seine Großeltern mütterlicherseits, Giovanni und Anna, waren italienische Einwanderer aus der kampanischen Kleinstadt Sant’Agata de’ Goti.
Seine Kindheit verbrachte er in Cambridge im US-Bundesstaat Massachusetts. Nach der Scheidung seiner Eltern wuchs er bei seiner Mutter auf. Sein Vater war Alkoholiker und litt als Kriegsveteran der U.S. Army unter den physischen und psychischen Folgen seines Einsatzes im Pazifikkrieg, in dem er auch an der Schlacht von Okinawa beteiligt war. Er war unheilbar an Lungenkrebs erkrankt und beging 1979 Suizid.

### Ausbildung und frühe Karriere
De Blasio erwarb einen Bachelor of Arts an der New York University. Als Stipendiat der Harry-S.-Truman-Stiftung von 1981 erwarb er seinen Master of International Affairs an der School of International and Public Affairs der Columbia University.
1983 änderte er rechtswirksam seinen Namen in Warren de Blasio-Wilhelm. Ab 1990 trat er öffentlich in Erscheinung und benutzte fortan den Namen Bill de Blasio, weil er in seinem früheren Leben „Bill“ oder „Billy“ genannt worden war. Eine erneute rechtswirksame Änderung seines Namens nahm er allerdings erst 2002 vor, als die Diskrepanz während einer Wahl bemerkt wurde.
Ab 1984 arbeitete de Blasio für das New York City Department of Juvenile Justice. Ab 1987 wirkte er als politischer Organisator für das Quixote Center in Maryland, für das er 1988 nach Nicaragua reiste, um dort während der Revolution zehn Tage lang Lebens- und Arzneimittel zu verteilen. De Blasio war ein engagierter Unterstützer der damaligen Sandinista-Regierung, die Gegner der Reagan-Regierung war. Er bezeichnete sich zu jener Zeit als „demokratischen Sozialisten“. Nach seiner Rückkehr aus Nicaragua zog de Blasio nach New York, wo er für eine gemeinnützige Organisation arbeitete, welche zum Ziel hatte, die medizinische Versorgung in Mittelamerika zu verbessern. In seiner Freizeit engagierte er sich weiterhin für die Sandinistas.

### Politische Karriere
Sein Eintritt in die New Yorker Politik erfolgte 1989 während der Kampagne des Demokraten David Dinkins für das Amt des Bürgermeisters. Nach der Kampagne arbeitete de Blasio als Assistent im Rathaus. 1997 wurde er Regionaldirektor für das Ministerium für Wohnungsbau und Stadtentwicklung unter Präsident Bill Clinton. Als höchstrangiger Beamter des Ministeriums in der Tri-State Region erhöhte er die Bundeszuschüsse für erschwingliche und Senioren-Wohnungen. Im Jahr 2000 wurde er Wahlkampfmanager von Hillary Clinton für deren erfolgreiche Bewerbung um einen Senatssitz.

#### New York City Council
Zwischen 2001 und 2005 bewarb sich de Blasio dreimal erfolgreich als Vertreter des 39. Bezirks im New York City Council. Im Stadtrat wirkte er in den Ausschüssen für Allgemeine Fürsorge (Vorsitz), Erziehung, Umweltschutz, Finanzen und Technologie mit. Während seiner Amtszeit verabschiedete er Gesetze, welche die Position von Mietern mit Wohngutscheinen gegenüber Vermietern und die Position von HIV-Infizierten bei der Wohnungssuche verbessern, die Diskriminierung von trans Menschen und gleichgeschlechtlichen Partnerschaften verringern sowie die sprachliche Unterstützung von Einwanderern bei der Antragstellung ermöglichen sollten.

#### New York City Public Advocate
Im November 2008 kündigte de Blasio seine Kandidatur für das Amt des New York City Public Advocate an. Mit Unterstützung der New York Times und verschiedener bekannter Persönlichkeiten gewann er die Wahl. Nach seiner Amtseinführung am 1. Januar 2010 kritisierte er Bürgermeister Michael Bloomberg, zu wenig für die Bildungs-, Familien- und Sozialpolitik zu tun. Zu den konkreten Kritikpunkten gehörte die Abschaffung freier U-Bahn-Tickets für Schüler, Budgetkürzung bei der Kinderbetreuung und der Co-location-Streit um die gemeinsame Unterbringung von Charter- und öffentlichen Regelschulen. Gegen die Pläne des Bürgermeisters, den Ausgleich des städtischen Haushaltes durch die Entlassung von 4600 Lehrern zu erreichen, organisierte de Blasio starken Widerstand und erreichte, dass Einsparungen an anderen Stellen vorgenommen wurden.
2010 formulierte er seine Opposition gegen eine Entscheidung der Wohnungsbehörde (New York City Housing Authority), die Anzahl bestimmter Wohngutscheine für Bürger mit niedrigem Einkommen zu reduzieren. Er erreichte, dass diese Entscheidung rückgängig gemacht wurde. Ein anderer Ansatzpunkt zur Verbesserung der Situation für Mieter war der Start der Vermieter-Beobachtungsliste NYC's Worst Landlords Watchlist, auf der solche Vermieter aufgelistet werden, welche die Behebung von gefährlichen Wohnbedingungen vernachlässigen.

#### Wahl zum Bürgermeister
Während seiner Kandidatur für das Amt des Bürgermeisters kündigte de Blasio Steuererhöhungen für Bürger mit einem Einkommen von mehr als 500.000 US-Dollar an, um davon vorschulische und schulische Programme zu finanzieren. Er wolle außerdem jährlich 150 Millionen US-Dollar in die City University of New York investieren, um die Studiengebühren zu senken und die Studienabschlüsse zu verbessern. Gegenüber Charter-Schulen und deren Finanzierung kündigte er eine kritische Haltung an und machte deutlich, dass sein Fokus auf den traditionellen öffentlichen Schulen liegen werde.
Am 27. Januar 2013 kündigte de Blasio seine Kandidatur für das Amt des Bürgermeisters von New York City an. Er erhielt die Unterstützung von vielen demokratischen Clubs sowie der größten Gewerkschaft in New York City, der Service Employees International Union. Auch Filmschauspieler wie Alec Baldwin und Susan Sarandon sowie Harry Belafonte sicherten ihm ihre Unterstützung zu. Die Aufmerksamkeit der Medien gewann er, als er und andere prominente Demokraten bei einer Protestdemonstration gegen die Schließung des Long Island College Hospitals vorübergehend wegen Ruhestörung festgenommen wurden.
Am 5. November 2013 konnte de Blasio die Bürgermeisterwahl in einem erdrutschartigen Sieg für sich entscheiden. Mit 73 % der Stimmen, in Brooklyn und der Bronx sogar mit über 80 % der Stimmen, ließ er seinen republikanischen Konkurrenten Joe Lhota, der 24 % erzielte, weit hinter sich. Nach 20 Jahren hatte New York City damit wieder einen demokratischen Bürgermeister. Bei seiner Siegesrede in seinem Heimatbezirk Brooklyn sagte er vor 2000 Anhängern: „Liebe New Yorker: Heute habt Ihr Euch laut und deutlich für einen Richtungswechsel in unserer Stadt ausgesprochen, vereint in dem Glauben, dass unsere Stadt keinen New Yorker zurücklassen darf“ und kündigte an, die wachsende Ungleichheit in der Stadt zu bekämpfen.
Nachfolgerin im Amt des Public Advocate wurde die demokratische Bürgerrechtsanwältin Letitia James (sie erhielt bei der gleichzeitig abgehaltenen Wahl über 80 % der Stimmen, ohne Gegenkandidaten), die de Blasio während des Primary-Wahlkampfes einen „engen Freund“ nannte.

### Wiederwahl
Am 7. November 2017 wurde de Blasio mit rund 65 Prozent der Stimmen für weitere vier Jahre gewählt, Gegenkandidatin war die Republikanerin Nicole Malliotakis. Nach dem Ende seiner Amtszeit trat er nicht mehr zur Wiederwahl an.

### Privates
De Blasio lebt mit seiner Frau Chirlane McCray und den gemeinsamen Kindern Dante und Chiara in Park Slope, Brooklyn. De Blasio kündigte an, nach seinem Amtsantritt aus logistischen und sicherheitsrelevanten Gründen mit der Familie ins Gracie Mansion umzuziehen. Beide Kinder besuchten öffentliche Schulen.